# CIRC
CIRC is een IRC-client, gebouwd als een zogenaamde packaged app voor de browser Google Chrome, wat betekent dat de app niet in een bestaand Chrome-venster werkt maar een eigen venster krijgt.
CIRC kenmerkt zich door het eenvoudige ontwerp, dat met de command /theme volledig naar wens kan worden aangepast. Alle basisfuncties zijn beschikbaar. Als extra functionaliteit onthoudt de client bijvoorbeeld in welke kanalen je de vorige keer was op alle apparaten waarop de app is geïnstalleerd. Ook geeft CIRC de mogelijkheid om connectie te maken met meerdere servers tegelijk, zonder risico voor time-outs.